# Ningxia
Ningxia  este o regiune autonomă din Republica Populară Chineză.

## Orașe
- Yinchuan (银川市), 9.555 km², 1,38 mil. loc., capitala;
- Shizuishan (石嘴山市), 5.213 km², 730.000 loc.;
- Wuzhong (吴忠市), 20.395 km², 1,1 mil. loc.;
- Guyuan (固原市), 14.413 km², 1,51 mil. loc.;
- Zhongwei (中卫市), 16.824 km², 1,02 mil. loc..